# Санта-Лузія (Оріке)
Санта-Лузія (порт. Santa Luzia; МФА: [ˈsɐ̃.tɐ ɫu.ˈzi.ɐ]) — парафія в Португалії, у муніципалітеті Оріке. Розташована в південній частині країни, на теренах історичної португальської провінції Алентежу. Входить до складу округу Бежа. За адміністративним поділом, чинним до 1976 року, терени парафії були складовою провінції Нижнє Алентежу. Належить до Безької діоцезії Католицької церкви. Патрон — свята Луція. Площа — 34,9135 км². Населення — 352 ос. (2011). Слабо урбанізований регіон. Густота населення — 10,08 осіб/км²
. Код — 021205.

## Населення
| Кількість мешканців | Кількість мешканців | Кількість мешканців | Кількість мешканців | Кількість мешканців | Кількість мешканців | Кількість мешканців | Кількість мешканців | Кількість мешканців | Кількість мешканців | Кількість мешканців | Кількість мешканців | Кількість мешканців | Кількість мешканців | Кількість мешканців |
| ------------------- | ------------------- | ------------------- | ------------------- | ------------------- | ------------------- | ------------------- | ------------------- | ------------------- | ------------------- | ------------------- | ------------------- | ------------------- | ------------------- | ------------------- |
| 1864                | 1878                | 1890                | 1900                | 1911                | 1920                | 1930                | 1940                | 1950                | 1960                | 1970                | 1981                | 1991                | 2001                | 2011                |
| 813                 | 690                 | 739                 | 737                 | 844                 | 912                 | 1 002               | 1 135               | 1 044               | 978                 | 657                 | 580                 | 483                 | 393                 | 352                 |